# Tessin
För andra betydelser, se Tessin (olika betydelser).

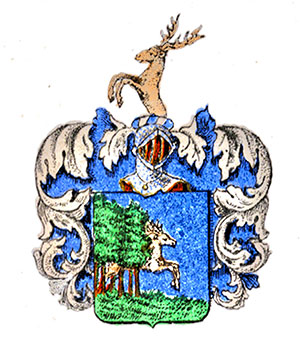
Vapensköld för släkten Tessin.

Tessin var namnet på två befryndade, numera utdöda, svenska adelsätter: en adlig och en grevlig (ursprungligen friherrlig).
Den äldsta ättens första huvudman var slottsarkitekten Nicodemus Tessin d.ä. (1615–1681), född i Stralsund, vilken som ung flyttade till Sverige och gjorde karriär i Stockholm. Han adlades den 20 juli 1674 och introducerades 1675 på Riddarhuset med nummer 859.
Den 27 juli 1699 upphöjdes den äldre Nicodemus ende son, Nicodemus Tessin d.y. (1654–1728), till friherre varvid den äldre ätten Tessin utgick. Tessin d.y. hann också (den 3 mars 1714) avancera till greve innan han 1719 hann vinna introduktion i den högre värdigheten. Som grevlig ätt fick Tessin nummer 58.
Ätten utgick 1770 med Nicodemus d.y:s son, riksrådet och diplomaten Carl Gustaf Tessin (1695–1770).
Den äldre Tessinätten brukade som vapen den bild Nicodemus d.ä:s tyska förfäder använt: en ur en skog springande hjort. Sonen valde i samband med sin upphöjelse till friherre i stället en vapenbild med ett krönt gyllene lejon.